# Ḩājjī Beygī
Ḩājjī Beygī (persiska: حاجی بیگی) är en ort i Iran.   Den ligger i provinsen Khorasan, i den nordöstra delen av landet, 700 km öster om huvudstaden Teheran. Ḩājjī Beygī ligger 1 871 meter över havet och antalet invånare är 359.
Terrängen runt Ḩājjī Beygī är huvudsakligen kuperad, men åt nordost är den platt. Runt Ḩājjī Beygī är det ganska glesbefolkat, med 25 invånare per kvadratkilometer. Närmaste större samhälle är Robāţ-e Sang, 13,5 km öster om Ḩājjī Beygī. Trakten runt Ḩājjī Beygī består i huvudsak av gräsmarker.